# Cabera pseudapproximaria
Cabera pseudapproximaria är en fjärilsart som beskrevs av Barend J. Lempke 1947. Cabera pseudapproximaria ingår i släktet Cabera och familjen mätare. Inga underarter finns listade i Catalogue of Life.